# 임사빈
임사빈(1935년 8월 26일~1999년 8월 10일)은 대한민국의 정치인이다. 제14대 국회의원을 지냈으며 제22대 경기도지사이다.

## 역대 선거 결과
|  | 46.40% |

|  | 19.67% |

|  | 23.81% |